# Ульянова, Ольга Викторовна
Ольга Викторовна Ульянова (23 февраля 1963 — 29 декабря 2016) — российский и чилийский историк, профессор Университета де Сантьяго де Чили, директор Института передовых исследований при этом университете (2010—2015).

## Биография
В 1985 году окончила исторический факультет МГУ, затем аспирантуру МГУ. Кандидат исторических наук.
Работала переводчиком находившихся в эмиграции лидеров Коммунистической партии Чили. Вышла замуж за чилийского эмигранта и в 1992 году уехала с ним в Чили. Имела дочь. Получила гражданство Чили.
С 1992 года работала в области современной истории и международных отношений в Университете де Сантьяго де Чили и Институте передовых исследований при этом университете. В 2010—2015 годах — директор Института передовых исследований. В 2002 году была названа лучшим учёным десятилетия в области социальных и гуманитарных наук в Университете Сантьяго де Чили.
Автор изданных в Чили книг «Исторические истоки и динамика реформ в России», «Незнакомый Чехов», «Русские путешественники на крайнем юге Земли».
Приглашалась в качестве эксперта по международным вопросам на телевидение, радио и в газеты. Умерла от рака.